# Maria Pascual Flaquer
Maria Pascual Flaquer (Capdepera, 1914 - Manacor, 5 de gener de 1937) fou una dirigent comunista mallorquina.
Nascuda a Capdepera, filla de Catalina Flaquer i Rafel Pascual, es crià a la barriada del Molinar de Palma, on la mare s’havia traslladat amb les seves filles quan es separà del marit.
Des de ben jove començà a participar en les activitats socials i culturals del seu barri i a escriure articles a “Nuestra Palabra”, l’òrgan del Partit Comunista de les Balears. Amb la mare i la seva germana Antònia eren conegudes com les “Roges del Molinar”. El 1931 elles i Aurora Picornell impulsaren la formació d’un “Grup Femení” fent una crida a les dones treballadores per a lluitar pels seus drets socials i polítics.
Era modista i treballava per la tenda de confecció San Antonio a la plaça d’en Coll de Palma. Estava casada amb Josep Julià, dirigent de les Joventuts Comunistes, amb qui tengué una filla, Natalia.
Després de la Revolució d’octubre de 1934 i de la vaga general convocada a Palma, fou empresonada amb altres dos dones comunistes, Antònia Pascual i Antònia Miguel Balaguer, per haver protestat contra la detenció dels seus companys. Posteriorment s’implicà en les activitats de solidaritat, participant en la “Masa Coral Antifascista”, creada pel Socors Roig Internacional per organitzar actes per a la recaptació d’ajudes pels presos i represaliats i les seves famílies.
La II República fou el moment dels joves i de les dones que, sobretot després del triomf del Front Popular, esdevenen les protagonistes dels canvis polítics i socials. Així la trobam participant activament en manifestacions, com la que se celebrà a Palma en març per demanar la repetició de les eleccions a les Balears, i en mítings antifeixistes com el de Manacor del 8 de març. Va intervenir en els actes d’unificació de les Joventuts Socialistes i Comunistes com a representant de la Secretaria de la Dona del Partit Comunista.
En juliol de 1936, s'amagà a una fàbrica de curtits que hi havia en el mateix barri, “La indispensable”. Els falangistes no tengueren escrúpols en utilitzar a la seva filla de tres anys per trobar l’amagatall i empresonar-la. La tancaren a la presó de dones del carrer de Can Sales on ja hi estaven la mare, n’Aurora Picornell i altres companyes. També havien detingut el seu marit.
La nit del 5 de gener de 1937, fou “treta” de la presó amb la mare, la seva germana Antònia, Aurora Picornell i Belarmina González: les posaren en llibertat però a la porta de la presó les esperaven els falangistes.